# A.S.S.W.S.V. SKITS
De Amsterdamse Studenten Schaats-, Wieler- en Skeelervereniging SKITS, kortweg SKITS (geen afkorting), is een Amsterdamse studenten schaats-, wieler- en skeelervereniging, die is opgericht in 2003. SKITS is een fusievereniging van de IJSVU (opgericht in 1972) en US Schaatsen & Fietsen (opgericht in 1950). Kees de Vrij is de hoofdtrainer van de vereniging, zowel op het gebied van schaatsen als wielrennen. De vereniging heeft ongeveer 300 leden.

## Trainingen
SKITS organiseert het hele jaar door op bijna elke dag van de week trainingen, naargelang van het seizoen zijn dit wielren- of schaatstrainingen. De schaatstrainingen worden gehouden op de openlucht Jaap Eden IJsbaan. De wielrentrainingen beginnen ofwel op het Sportcentrum VU op Uilenstede, of bij het USC Universum op Amsterdam Science Park. Bovendien worden er ook hardlooptrainingen, spintrainingen of bootcampachtige droogtrainingen gegeven.

## Marathonteam Port of Amsterdam/SKITS
De marathonploeg Port of Amsterdam/SKITS begon als een onderdeel van SKITS als het SKITS Talentteam. Door de enorme groei die het team doormaakte is destijds besloten om de ploeg als een aparte stichting voort te laten bestaan. Het team heeft momenteel Port of Amsterdam als hoofdsponsor en heeft onlangs zijn contract verlengd tot en met 2021. De ploeg heeft teams in de topdivisie, de beloften en in de regio. Het team heeft meerdere successen behaald, zo won Roos Markus in het seizoen 2018-2019 het 6-banentoernooi. Het team behoud nog steeds nauwe banden met SKITS, zo worden er jaarlijks nog samen activiteiten georganiseerd.

## Activiteiten

### Amsterdam-Parijs
Jaarlijks rond juni wordt door SKITS sinds 2008 een wedstrijd georganiseerd waarbij deelnemers zo snel mogelijk vanaf Amsterdam Science Park naar de Eiffeltoren in Parijs moeten fietsen. Er is geen vaste route, de deelnemers moeten zelf een zo kort mogelijke route uitstippelen. Het is daarbij niet toegestaan dat de deelnemers stayeren (het achter een auto aan fietsen) en er moet worden gefinisht binnen 48 uur. Het huidig record voor de dames is gereden in 2016 in 21 uur en 35 minuten. Het herenrecord is gereden in 2017 en staat op 14 uur en 7 minuten.

### NSK Marathon
Het Nederlands Studenten Kampioenschap (NSK) Marathonschaatsen werd in 2016 en 2019 in Amsterdam gehouden op de Jaap Eden IJsbaan. Bij het toernooi moeten de deelnemers als eerste over de finish komen. Daarbij worden een van tevoren vastgesteld aantal ronden geschaatst, afhankelijk van de categorie waarin geschaatst wordt. In 2019 won Daan Besteman van de Port of Amsterdam/SKITS marathonploeg bij de Heren A. Janet Beers won bij de Vrouwen A.

### NSK Wielrennen
In 2017 werd voor het laatst het Nederlands Studenten Kampioenschap Wielrennen georganiseerd door SKITS in Amsterdam op de wegen rond het Amsterdam Science Park. SKITS eindigde hier bij de Elite als derde bij de heren. Er werd in drie categorieën gereden: funklasse, amateurs en elite. In het jaar daarna hebben drie vrouwelijke wielrenners in de funklasse bij het NSK Wielrennen in Delft een zogenaamde 'clean sweep' behaald.

### Batavierenrace
De Batavierenrace is een hardloopestafette wedstrijd die elk jaar wordt gehouden van Nijmegen naar Enschede. SKITS doet net als vele andere studentenschaatsverenigingen in Nederland mee aan deze wedstrijd. In onder meer 2015 en 2018 was SKITS de snelste studentenschaatsvereniging van Nederland en won daarmee de Gouden Doorloper. De Gouden Doorloper is een wisselbeker voor de studentenschaatsvereniging die het snelst is tijdens deze race en wordt traditiegetrouw geverfd in de kleuren van de vereniging die deze wint. In 2018 heeft SKITS de vierde plaats behaald en het was daarmee ook de hoogste positie ooit en bovendien won een hardloper van SKITS de laatste etappe in een gemiddelde snelheid die hoger lag dan 20 kilometer per uur.

### NSK Kortebaan
In de strenge winter van 2012 heeft SKITS een Nederlands Studenten Kampioenschap Kortebaan georganiseerd op de Prinsengracht in Amsterdam. Ongeveer 170 studenten uit heel Nederland hebben meegedaan aan de wedstrijd. De wedstrijd werd verreden over een afstand van 160 meter.

## Trivia
- Het clublied van SKITS is gebaseerd op 'Dit is mijn club' van Jiskefet. Daarbij wordt het woord 'Dit' vervangen door 'SKITS'

Braga (Tilburg) · Effe Lekker Schaatsen (Delft) · ESSV Isis (Eindhoven) · Lacustris (Nijmegen) · De Skeuvel (Enschede) · A.S.S.W.S.V. SKITS (Amsterdam) · Softijs (Utrecht) · Tjas (Groningen) · IJzersterk (Wageningen) · Alcedo (Rotterdam)
A.S.S.W.S.V. SKITS (Amsterdam) · IJssportvereniging Alblasserwaard (Dordrecht) · E.S.S.V. Alcedo (Rotterdam) · IJsclub Bleiswijk (Bleiswijk) · D.S.V. De Skeuvel (Enschede) · HardrijVereniging Den Haag-Westland · (Den Haag) · IJsclub Eindhoven (Eindhoven) · Schaatsclub Gouda (Gouda) · IJsvereniging Groningen (Groningen) · HCH Heerenveen (Heerenveen) · Hengelose IJsclub (Hengelo) · IJsclub Nut & Vermaak (Leimuiden) · IJsclub Twenthe (Almelo) · 
IJssport Vereniging Leiden (Leiden) · STV Lekstreek (Krimpenerwaard) · Lissesche IJsclub (Lisse) · NSSV (Mildam) · USSV Softijs (Utrecht) · SVS Stevensbeek (Stevensbeek) · IJsvereniging Zoetermeer (Zoetermeer)